# Ançan
Ansan (en francès Ansan) és un municipi francès situat al departament del Gers i a la regió d'Occitània.

## Geografia

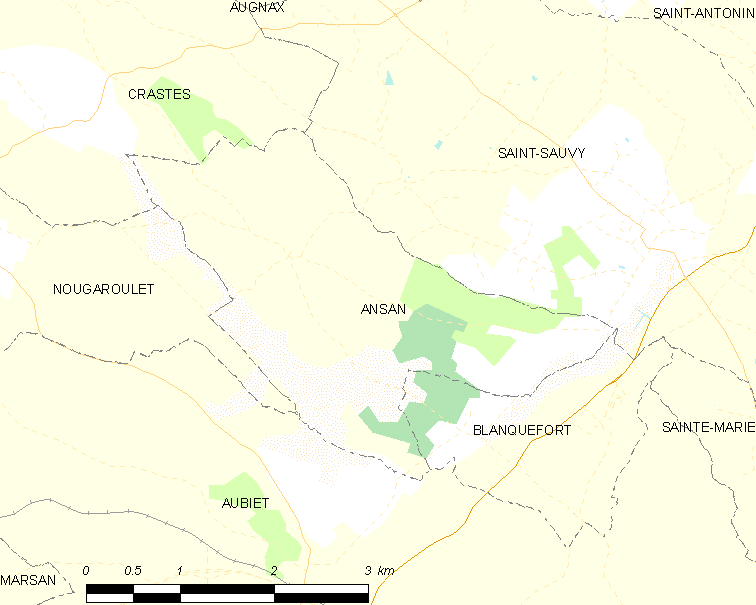
Mapa de la comuna de Ansan

## Administració i política
| Període | Identitat        | Partit        |
| ------- | ---------------- | ------------- |
| 2001-   | Jean-Claude Bady | Divers gauche |

## Demografia

Població 1962-2008

| 1962                                       | 1968 | 1975 | 1982 | 1990 | 1999 | 2006 |
| ------------------------------------------ | ---- | ---- | ---- | ---- | ---- | ---- |
| 102                                        | 118  | 101  | 80   | 68   | 63   | 90   |
| Des de 1962: població sense dobles comptes |      |      |      |      |      |      |